# Kröd Mandoon
A Kröd Mandoon (eredeti cím: Kröd Mandoon and the Flaming Sword of Fire) brit-amerikai szórakoztató sorozat. Az angol cím szó szerinti jelentése: "Kröd Mandoon és a tűz lángoló kardja".

## Cselekmény
Ez a műsor a középkorban játszódik. A főszereplő hős Kröd Mandoon, aki mindig megvédi a birodalmat az ősellenségétől, Dongalor kancellártól (Chancellor Dongalor). A sorozat a középkor szatirikus ábrázolása, míg a főcímdal pedig a Gyűrűk Urát és összességében az 1980-as évek fantasy filmjeit hivatott visszaadni.

## Készítés
A műsor készítője, Peter A. Knight szerint a sorozat humorára A Simpson család, a Get Smart és a Gyalog galopp című film hatott. Knight állítása szerint az utóbbi filmet többször látta, mint bármelyik más filmet. A "Kröd" nevet (amely a "dork" (jelentése: "béna") szó visszafelé, egy ö betűvel az o helyett) Knight egyik régi osztálytársa ihlette, akit ezzel a névvel illettek. A fiú nem jött rá, hogy ez a szó sértő jellegű. A sorozatot Budapesten forgatták. Dongalor kastélya pedig az Orava-kastély Szlovákiában.

## Közvetítés
Amerikában a Comedy Central vetítette ezt a sorozatot, míg Angliában és az Egyesült Királyságban a BBC sugározta. Nem lett hosszú életű ez a sorozat, mindössze 1 évadot élt meg 6 epizóddal. Magyarországon 2009-ben adta le a Kröd Mandoon-t a Comedy Central magyar változata, eredeti címével. 28 perces egy epizód. 2009. április 7.-től ment ugyanezen év május 7.-éig ez a műsor. Főbb szereplők: Sean Maguire, India de Beaufort, Kevin Hart, Alex McQueen, Matt Lucas. Nem volt nagy a nézettség és a kritikusok sem szerették túlzottan a Kröd Mandoon-t, ezért is szűnt meg.